# Hasan Dağı
Bjerget Hasan (Tyrkisk: Hasan Dağı) er en vulkan i Tyrkiet på 3262 meters højde. 
Den er beliggende syd for Aksaray og sydvest for Kappadokiens center.
Hasans sidste udbrud var omkring 7550 f.Kr.
I stenalderbyen Çatalhöyük er der fundet et vægmaleri, som muligvis forestiller et udbrud af vulkanen.